# Шевченковский район (Харьков)

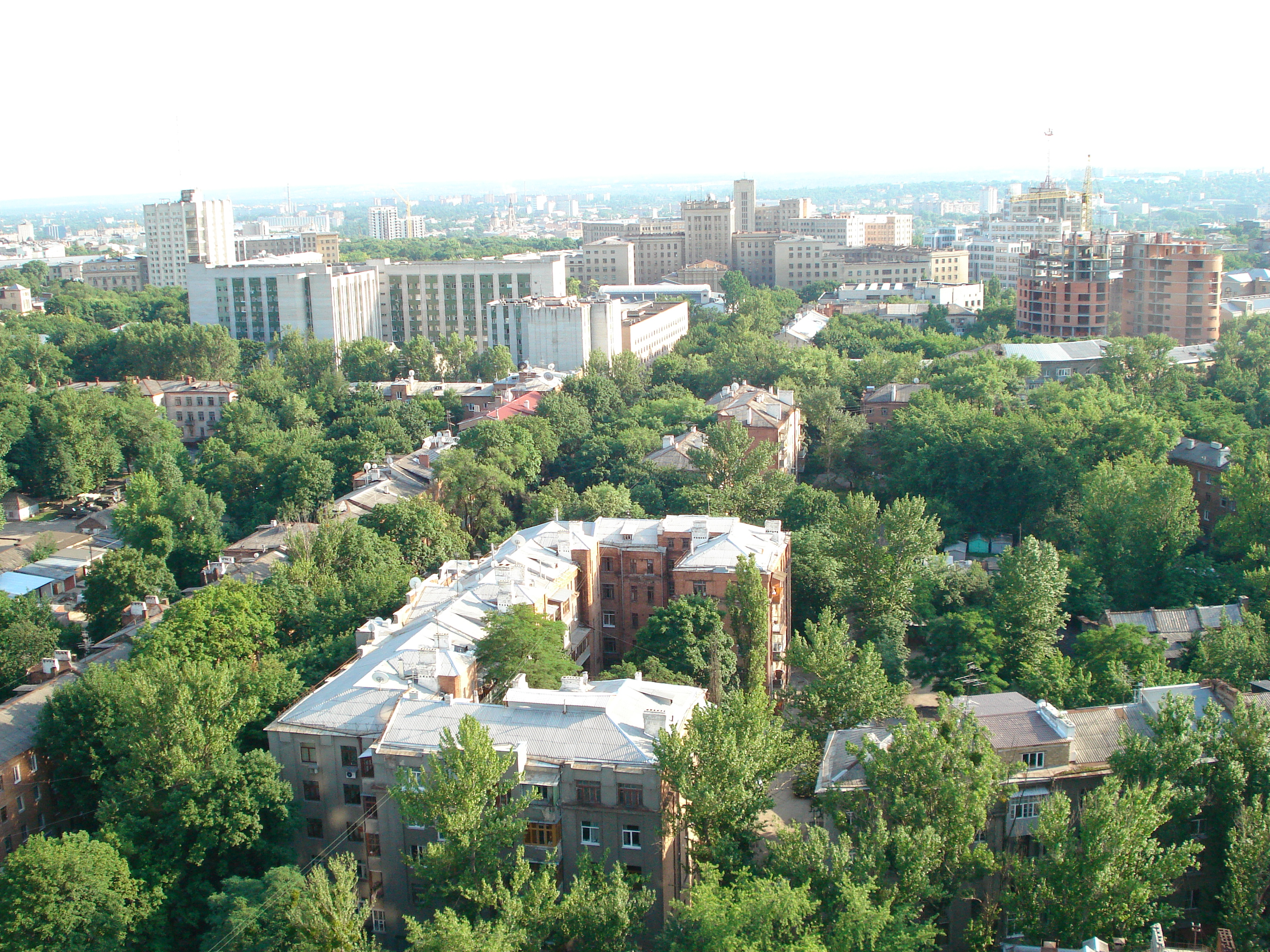

Шевченковский район (укр. Шевченківський район) — первый по величине из 9 районов города Харькова, расположенный в северной части города. Создан в 1932 году. Назван в честь поэта и художника Тараса Шевченко. До 2016 года носил название Дзержинский в честь Феликса Дзержинского, по инициативе которого в районе был построен первый в СССР железобетонный небоскрёб — Госпром, и зданию было присвоено его имя; и по имени которого также была названа центральная городская площадь, находящаяся на территории района. Является одним из двух центральных районов Харькова. Занимает значительную часть исторического (Нагорного) района города.
Самая старая часть района, относящаяся к современному Харькову — Университетская горка — заново была заселена и застроена на месте древнерусского Харьковского городища в середине XVII века (между 1630 и 1653 годом).

## Общие сведения
Жилой фонд занимает 22 % площади района, а население составляет 15 % от всего населения города.
В жилом хозяйстве района находится 1055 жилых домов общей площадью 3973,0 тыс. м².
В районе находятся площадь Свободы, памятник Тарасу Шевченко, здание Госпрома, большое количество учебных заведений. В годы Советского Союза Харьков занимал первое место по количеству расположенных в нём ВУЗов, значительная часть которых находится именно в Шевченковском районе. Одна из особенностей района в том, что в нём нет крупных промышленных предприятий.
По территории района протекают река Лопань с Алексеевским водохранилищем и лугопарком, реки Лозовенька (левый приток Лопани), Алексеевка (левый приток Лопани), Саржинка (левый приток Лопани), Саржин ручей (правый приток Саржинки).
В районе находится Саржин и Алексиев (самый длинный в городе) яры.
Находится на севере города. Граничит с Харьковским районом Харьковской области на севере, с Киевским на востоке, с Холодногорским на западе и с Основянским на юге.

## История

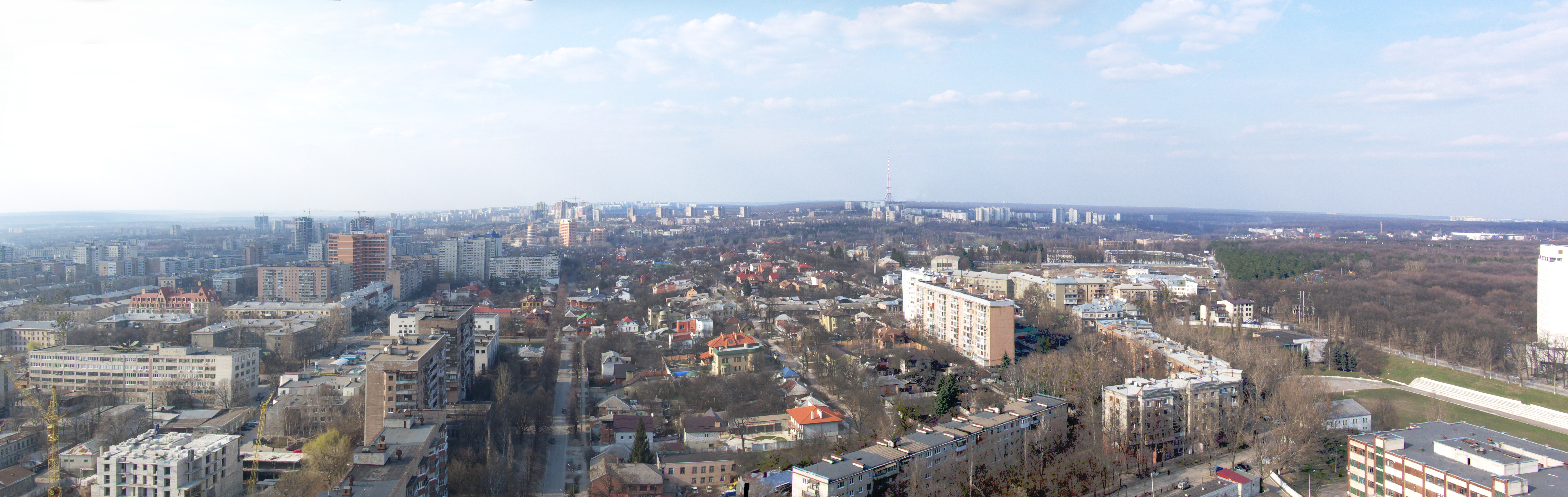
Панорама района от Сумской в сторону Павлова Поля

В 1932 году из состава Петинско-Журавлёвского района (ныне Киевского) был выделен Дзержинский район, также находящийся в основном в Нагорной части города. В состав Дзержинского также вошла часть Ивано[вско]-Лысогорского района Харькова.
Первоначальное название район получил в честь Ф. Э. Дзержинского, по имени которого также была названа центральная городская площадь (с 1996 — пл. Свободы), находящаяся на территории района. На площади находится знаменитый Госпром, строительство которого велось при содействии Дзержинского. 3 февраля 2016 года район был переименован в Шевченковский в честь поэта Т. Г. Шевченко, памятник и сад имени которого находятся на территории района.
В район входит значительная часть центра города, жилые массивы Павлово Поле, Шатиловка, Алексеевка.
Днём основания Шевченковского (Дзержинского) района считается 1 ноября 1932 года (по дате проведения первой сессии Дзержинского районного совета, которая состоялась в этот день).
В 2016 году Дзержинский район был «декоммунизирован» и переименован в Шевченковский, во имя Т. Г. Шевченко, памятник которому находится в районе.

## Образование и наука
В районе располагаются корпуса восемнадцати высших учебных заведений, среди которых:
- Харьковский национальный университет им. В. Н. Каразина
- Харьковский национальный университет радиоэлектроники
- Харьковский национальный медицинский университет
- Харьковский национальный экономический университет
- Харьковская государственная академия культуры
- Харьковский национальный университет искусств имени И. П. Котляревского
- Украинская инженерно-педагогическая академия
- Харьковский государственная академия физической культуры
- Харьковский государственный университет питания и торговли
- Харьковский филиал украинской академии банковского дела

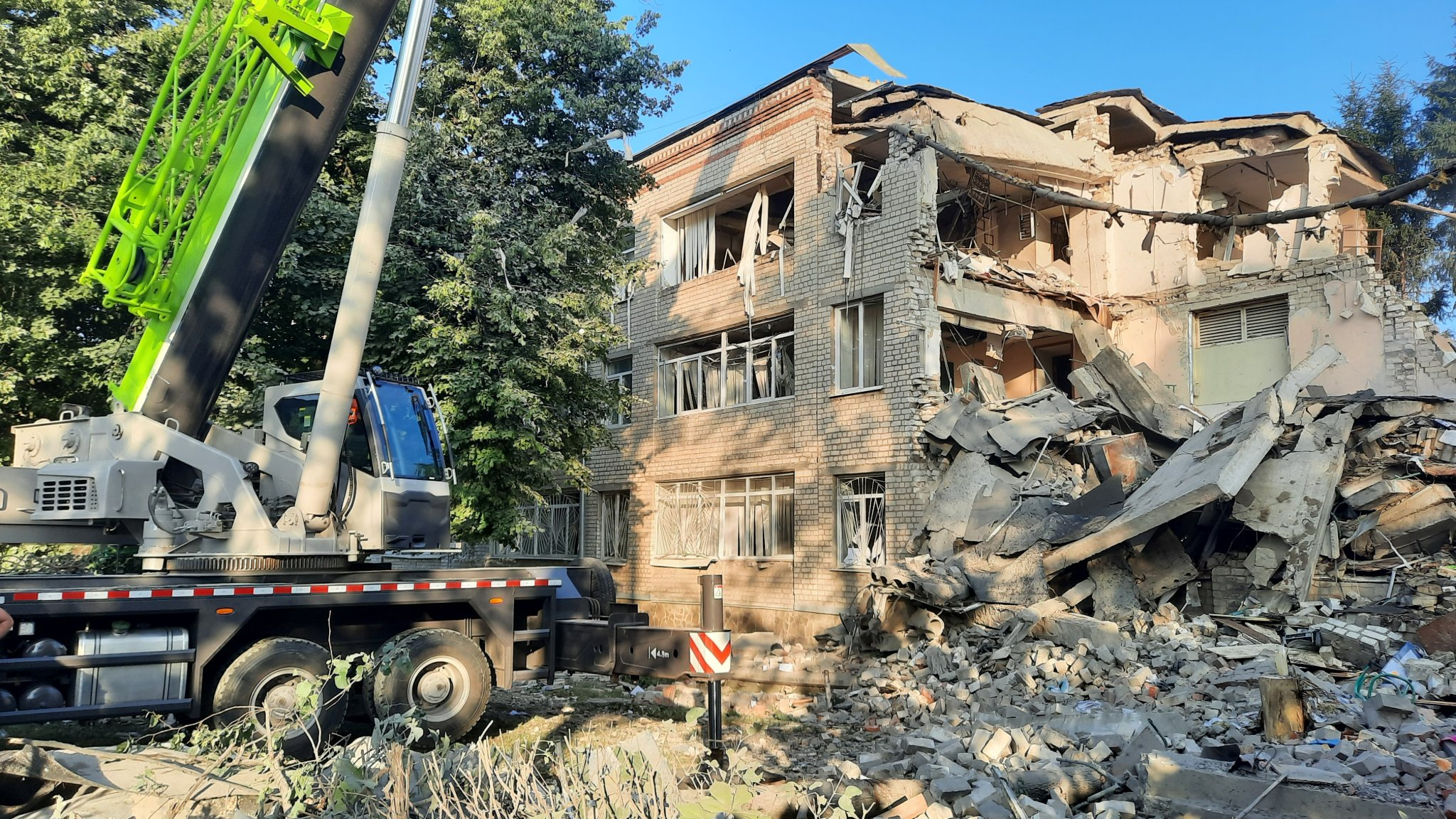
Гимназия № 47 (ул. Космонавтов, 7) после российского ракетного удара 4 июля 2022 года во время полномасштабного вторжения России в Украину

Обучение школьников проводится в 33 общеобразовательных учебных заведениях, из которых 2 — частные и 1 — вечерняя. Всего обучается 18 865 учеников (на 2007—2008 учебный год). Работают 24 детских дошкольных учреждений.
На территории Шевченковского района функционируют 52 научно-технические организации, такие как
- Научно-технический комплекс «Институт монокристаллов» НАН Украины
- Физико-технический институт низких температур им. Б. И. Веркина НАН Украины
- УкрГНТЦ «Энергосталь»
- АОЗТ «Тяжпромавтоматика»
- АТ «Тяжпромэлектропроект»
- Украинский научно-исследовательский институт экологических проблем
- Институт «Харьковпроект»
- Институт «Гипросталь»
- Харьковская обсерватория

## Культура и отдых

### Театры и филармония

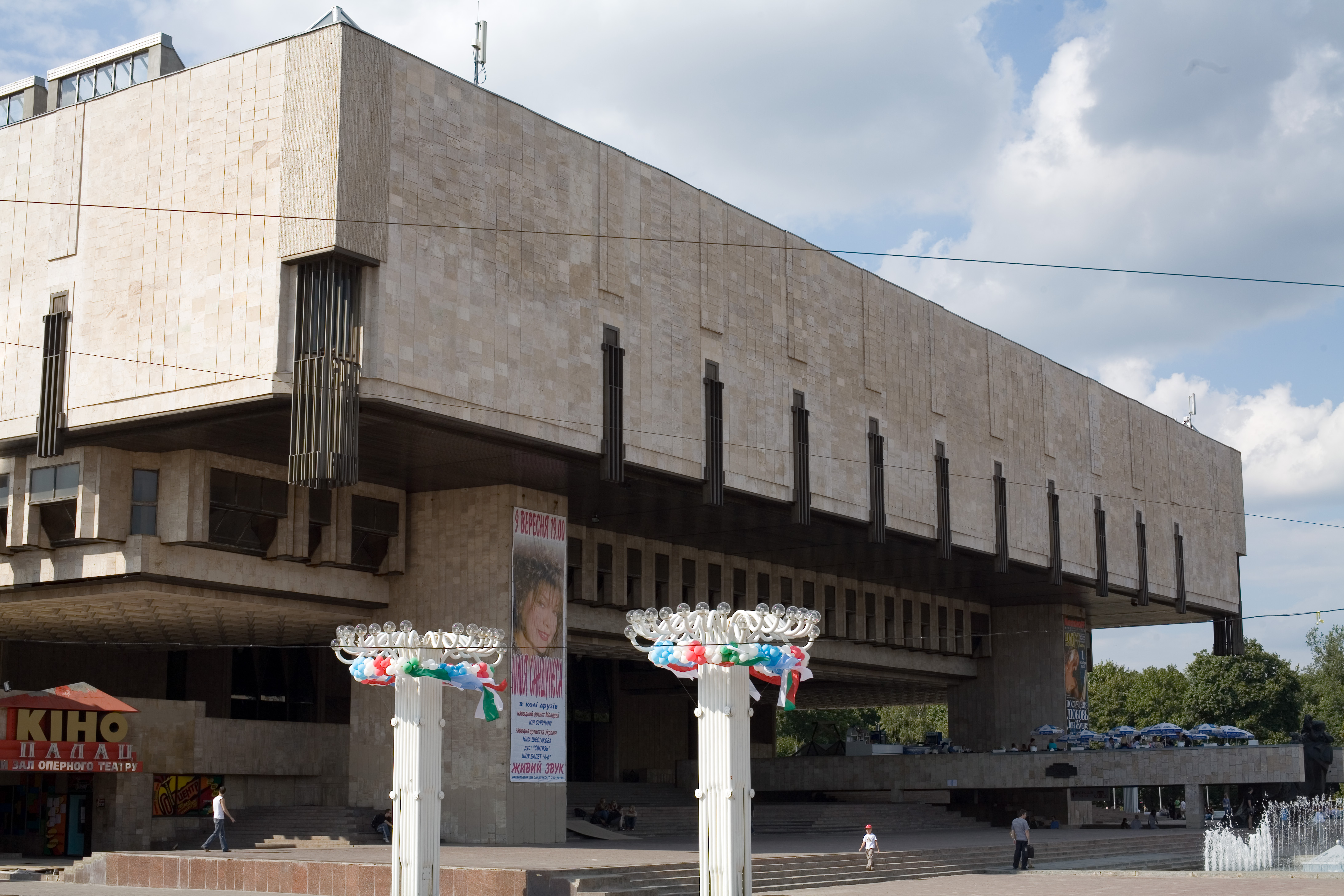
Харьковский государственный академический театр оперы и балета им. Лысенко

- Харьковский государственный академический театр оперы и балета им. Лысенко
- Харьковский государственный академический украинский драматический театр имени Т. Г. Шевченко
- Харьковская областная филармония

### Кинотеатры и киноконцертные залы
- Кинотеатр им. А. Довженко
- Кинотеатр «Парк»
- Кинотеатр «1-й Комсомольский»
- Киноконцертный зал «Украина»

### Музеи
- Исторический музей
- Музей природы Харьковского Национального университета В. Н. Каразина
- Областная художественная галерея «Искусство Слобожанщины»

### Крупнейшие гостиницы
Самые большие гостиницы Харькова также располагаются в Шевченковском районе. Это гостиницы
- «Харьков»
- «Харьков Палас»
- «Националь» (бывш. «Интурист»)
- «Мир»

### Парки и скверы
- Центральный парк культуры и отдыха им. Горького
- Сад им. Т. Г. Шевченко
- Ботанический сад
- Лесопарк
- Зоопарк
- Алексеевский лугопарк
- Саржин яр
- Сквер Победы

## Медицина
Уровень охраны здоровья в районе достаточно высокий. Тут расположены 5 больниц, военный госпиталь, 8 поликлиник, роддом, 4 диспенсера, санаторий, областной центр службы крови и Дом Ребёнка.
Также функционирует НИИ общей и неотложной хирургии, который является одним из крупнейших на Украине медицинских центров такого типа, и некоторые другие медицинские научно-исследовательские институты, такие как НИИ протезирования, НИИ гигиены труда и профзаболеваний и некоторые другие.

## Спорт
- Акварена, олимпийский учебно-спортивный комплекс (бассейн — Олимпийский Дворец водных видов спорта и стадион Спартак-«Авангард»)
- «Динамо», стадион и спорткомплекс Харьковской областной организации ФСО «Динамо»
- Спортивный комплекс Харьковской Государственной академии физической культуры, стадион «Пионер» и бассейн
- Университетский спорткомплекс ХНУ «УниФехт»
- Стадион ХИРЭ
- «Звезда», бывш. спорткомплекс ракетного училища ХВВКИУРВ и бассейн

## Достопримечательности
- Площадь Свободы
- Госпром
- Памятник Т. Г. Шевченко
- Памятник мячу
- Дворец бракосочетания
- Стеклянная струя
- Харьковский планетарий им. Ю. Гагарина
- Памятник Воину-освободителю
- Памятник казаку Харько
- Памятник В. Н. Каразину
- Университетская горка
- Успенский собор
- Покровский собор
- Канатная дорога
- Детская железная дорога
- Харьковская телевышка

## Транспорт
Основными транспортными магистралями района являются улицы Сумская (по которой проходит граница с Киевским районом), Клочковская и проспект Науки.